# Alliance du personnel professionnel et technique de la santé et des services sociaux
Pour les articles homonymes, voir APTS.
L'Alliance du personnel professionnel et technique de la santé et des services sociaux (APTS) est un syndicat québécois regroupant des travailleurs du secteur public de la santé et des services sociaux. Son siège social est à Longueuil en banlieue de Montréal.

## Histoire
Ce syndicat a été fondé le 18 mars 2004. Il est né d'une fusion de deux organisations syndicales indépendantes de type professionnel, soit l’Association professionnelle des technologistes médicaux du Québec (APTMQ), qui comptait 5 000 membres, et la Centrale des professionnelles et professionnels de la santé (CPS), qui existait depuis 1988 et qui regroupait six syndicats distincts et 10 000 membres.
Ces deux organisation se sont regroupées afin de faire face de façon plus efficace aux maraudages obligatoires imposés par des modifications législatives.
À sa fondation le syndicat regroupait 15 000 membres.

### Expansion rapide
En 2005 et 2006, à la suite de la Loi 30 adoptée par le gouvernement du Premier ministre Jean Charest, l'APTS a connu un accroissement de 60 % de son nombre de membres.
Cette loi forçait la tenue de votes d'allégeance syndicale dans tous les établissements de santé et de services sociaux à travers le Québec. Tous les syndiqués devaient choisir un syndicat unique pour représenter leur profession dans leur milieu de travail.  En 2015, conséquemment à l’adoption du projet de loi 10 menant à la fusion de plus de 180 établissements du réseau de la santé et des services sociaux québécois, l’APTS est une fois de plus forcée de mener une campagne d’allégeance syndicale. En avril 2017, au terme de cet exercice, l’organisation devient le plus important syndicat de la catégorie 4, et représente alors 51 500 membres soit 88 % du personnel de la catégorie 4.
En 2025 le syndicat revendique 68 000 membres, ce qui en fait l’organisation syndicale la plus représentative de cette catégorie.

### Congrès
L'APTS a tenu son premier congrès le 16,17,18 et 19 mai 2006 dans la ville de Saint-Hyacinthe. 450 délégués s'y sont retrouvés sous le thème " Se définir pour l'avenir"
Ce congrès avait pour principal but de renouveler le mandat des dirigeants et de modifier les statuts de l'organisation. Hormis ces objectifs techniques, une déclaration sur l'équité salariale fut émise.
Une dizaine de congrès vont ainsi se succéder au fil des ans, chacun ayant un thème qui lui est propre. En voici un récapitulatif avec leur thème respectif. 
2e congrès (2008) : « Prendre notre place »  Ce congrès donne lieu à l’adoption de la Déclaration de principes de l’APTS, qui reflète ses valeurs de solidarité, de démocratie, d’égalité, de justice sociale, de liberté et de coopération.
3e congrès (2010) : « Une vision à partager » Ce congrès est notamment l’occasion de discuter du rôle de l’APTS face à différents enjeux sociaux, mais aussi de clarifier et de consolider les rôles respectifs des exécutifs locaux et des personnes répondantes politiques. 
4e congrès (2012) : « Par ici nos idées en santé » Ce congrès donne lieu à des discussions pour mettre de l’avant les vues de l’organisation sur deux axes principaux. Le premier concerne la défense des services publics (soin des personnes âgées, soins à domicile et amélioration de l’accessibilité des soins et des services). Le second concerne la gestion publique (liens entre la nouvelle gestion publique, les statistiques et le financement des établissements, d’une part; et des pistes pour favoriser la rétention du personnel en fin de carrière, d’autre part). 
5e congrès (2014)  : « Ce n’est qu’un début » Ce congrès marque le dixième anniversaire de l’APTS. Il permet également de franchir un pas important dans la démarche de révision des structures de représentation politique en cours depuis 2012.  
6e congrès (2016) : « Toujours plus indispensables » Ce sixième congrès se tient durant la période de maraudage consécutive à la Loi 10. Il donne lieu à l’adoption du rapport d’activité, à l’élection du conseil d’administration et à la nomination des personnes vérificatrices. 
7e congrès (2018) : « S’organiser » : Ce congrès est consacré à des modifications aux statuts pour tenir compte de la réalité des nouvelles unités d’accréditation dans les CISSS et les CIUSSS.
8e congrès (2019) : « Se choisir »: Ce congrès convie les délégué·e·s et leur organisation à se définir collectivement, à affirmer les valeurs qu’il·elle·s partagent et à les traduire en défi à relever ainsi qu’en lutte à mener.  
9e congrès (2021) : « Fortes ensemble » Ce congrès débouche notamment sur l’adoption de la plateforme politique de l’APTS, qui se veut une déclaration de ses principes universels, laquelle s’articule autour de 3 axes : prendre soin de nous; prendre soin de la collectivité;  prendre soin de la planète et se mobiliser contre sa dégradation. 
Congrès spécial (2022) : « Fortes ensemble » : Ce congrès spécial vise à poursuivre la révision des statuts amorcée en 2019. On y modifie la Déclaration de principes de l’APTS pour y inclure la promotion de la diversité culturelle, de la diversité sexuelle et de la pluralité de genre comme valeurs essentielles. 
10e congrès (2023) : « Viser plus loin » : Initialement programmé sur quatre 4 jours, ce congrès s’étale finalement sur une seule journée, grève du Front commun oblige. On s’y cantonnera aux élections à l’exécutif et du conseil national.

## Non-affiliation
L'APTS est un syndicat unique et indépendant membre d'aucune organisation syndicale nationale ou internationale formelle. Par contre, en 2007, elle joint les rangs du Secrétariat intersyndical des services publics avec notamment la CSQ, le SFPQ et la FIQ
Elle entretient des liens avec des organisations professionnelles internationales regroupant des professionnels faisant partie de leurs rangs.
L'APTS fait partie, avec la FTQ, la CSQ et la CSN, du Front commun intersyndical de 2023, qui organise une série de grèves à l'automne 2023. La FIQ, qui ne fait pas partie du Front commun, organise parallèlement ses propres journées de grève. Enfin, la FAE est depuis le 23 novembre en grève générale illimitée. 

## Orientations
Bien que le rôle de l’APTS soit avant tout de veiller à la protection des intérêts de ses membres, l’Alliance se joint à des coalitions et accorde son appui pour défendre des enjeux plus larges, en conformité avec les convictions de la majorité du personnel qu’elle représente.
Elle est ainsi associée, entre autres, aux organisations et regroupements suivants : Centre international de solidarité ouvrière, Coalition Solidarité Santé, Forum social québécois, Intersyndicale des femmes, Regroupement québécois d’interaction continentale, Réseau Vigilance, Secrétariat intersyndical des services publics et Internationale des services publics.

## Présidence
À sa fondation l'APTS comptait deux postes de président, principalement afin d'assurer une représentation des deux syndicats fusionnés. Lors du congrès de 2006 les statuts du syndicat ont été réformés afin de ne prévoir qu'un seul poste à la présidence. Le mandat dure deux ans.
- À la fondation : Francine Genest (ex-présidente de l'APTMQ) et Dominique Verreault (ex-présidente de la défunte CPS)

- Novembre 2004 : Denis Côté et Dominique Verreault

- Du 18 mai 2006 au 9 mai 2012: Dominique Verreault

- Du 9 mai 2012 au 19 novembre 2019: Carolle Dubé

- Du 19 novembre 2019 au 16 novembre 2021: Andrée Poirier

- Depuis le 16 novembre 2021: Robert Comeau